# Masayuki Kojima
Masayuki Kojima (小島 正幸 Kojima Masayuki?), född 16 mars 1961 i Yamanashi prefektur, är en japansk animatör och regissör som har arbetat för Madhouse. Numera arbetar han för Kinema Citrus. Hans långfilmsregidebut var en animerad film baserad på serien Piano no mori.